# A Heart's Revenge
A Heart's Revenge è un film muto del 1918 diretto da O.A.C. Lund.

## Trama
Il barone Eugene Drako medita vendetta dopo che Vera, la figlia del conte Sabouroff, lo ha respinto, preferendogli Jim Harding, un tenente dell'esercito degli Stati Uniti. Con uno stratagemma, convince il tenente a visitare la casa del suo socio, il dottor Wu Ching. Lì, Drako riesce a versare nell'orecchio di Harding un farmaco tossico e poi lo imbarca su una nave diretta in Cina. Dopo la sparizione del tenente, Drako cerca di convincere Vera che l'americano si è suicidato, ma lei non gli crede e comincia ad indagare per conto suo. Riesce alla fine a far confessare il barone e, con l'aiuto di Wu Soy Fa, la figlia di Wu Ching, va a cercare Harding. Quando lo ritrova, l'uomo è in preda alla follia e aggredisce gli ufficiali che accompagnano Vera. Ricevuto un colpo in testa, Harding rinsavisce e può tornare a casa insieme alla fidanzata.

## Produzione
Il film fu prodotto dalla Fox Film Corporation.

## Distribuzione
Distribuito dalla Fox Film Corporation, il film uscì nelle sale cinematografiche USA il 20 gennaio 1918.